# Phalera muku
Phalera muku är en fjärilsart som beskrevs av Matsumura 1934. Phalera muku ingår i släktet Phalera och familjen tandspinnare. Inga underarter finns listade i Catalogue of Life.